# Nuvo
Nuvo är en liten människoliknande robot för hemmabruk. Den är 39 cm hög och väger ca 2,5 kg. Roboten är formgiven av Ken Okuyama. Roboten kan hålla ordning på tid, spela musik och ta bilder med en inbyggd kamera. Roboten tillverkas av det japanska företaget ZMP Inc.